# Bud Yorkin
Alan David "Bud" Yorkin (Washington, Pennsilvània, Estats Units, 22 de febrer de 1926 - Bel-Air, Los Angeles, Estats Units, 18 d'agost de 2015) fou un director, productor, guionista i actor estatunidenc.
Es llicencia en enginyeria per la Carnegie Tech a Pittsburgh. El 1963 funda la Tandem Productions amb Norman Lear (als crèdits sovint com NorBud Productions, a partir dels noms dels dos socis, Norman i Bud), que produeix inicialment diversos llargmetratges, entre 1960 i 1971 amb el suport de grans multinacionals com United Artists i Warner Bros, i, més tard, produirà moltes comèdies d'embolics de l'època, com  Maude  (1972),  Good Times  i  Sanford and Son. Yorkin se separarà després de Lear per fundar la Bud Yorkin Productions, la primera producció serà la poc afortunada  spin-off  de Sanford and Son, Grady. El 1976 fundarà la productora TOY Productions juntament amb Saul Turteltaub i productora  Sanford and Son  de 1974 a 1977, Bernie Orenstein, la primera producció serà la sèrie de televisió What's Happening!! i  Carter Country. El 1982 coprodueix, juntament amb Jerry Perenchio, la pel·lícula de culte de ciència-ficció  Blade Runner .
Firmarà grans pel·lícules com a director; a part de les citades,  Divorce American Style (1967), The Thief Who Came to Dinner (1973) i  Twice in a Lifetime  (1985).
És el pare de l'actriu i productora de televisió Nicole Yorkin, i va estar casat amb l'actriu Cynthia Sykes

## Filmografia
Filmografia:
Director
- 1950: The Jack Benny Program (sèrie TV)
- 1954: The Spike Jones Show (sèrie TV)
- 1954: The Tony Martin Show (sèrie TV)
- 1954: The George Gobel Show (sèrie TV)
- 1954: Light's Diamond Jubilee (TV)
- 1955: The Soldiers (sèrie TV)
- 1956: The Tennessee Ernie Ford Show (sèrie TV)
- 1958: An Evening with Fred Astaire (TV)
- 1959: The Jack Benny Hour (TV)
- 1959: Another Evening with Fred Astaire (TV)
- 1959: The Jack Benny Hour (TV)
- 1960: Henry Fonda and the Family (TV)
- 1961: Bobby Darin and Friends (TV)
- 1963: Come Blow Your Horn
- 1965: Never Too Late
- 1967: Divorce American Style
- 1968: L'inspector Clouseau
- 1968: Operation Greasepaint (TV)
- 1970: Start the Revolution Without Me
- 1972: Sanford and Son (sèrie TV)
- 1973: The Thief Who Came to Dinner
- 1984: P.O.P. (TV)
- 1985: Twice in a Lifetime
- 1988: Arthur 2: On the Rocks
- 1990: Love Hurts

Productor
- 1955: The Soldiers (sèrie TV)
- 1956: The Tennessee Ernie Ford Show (sèrie TV)
- 1958: An Evening with Fred Astaire (TV)
- 1959: Another Evening with Fred Astaire (TV)
- 1962: The Andy Williams Show (sèrie TV)
- 1963: Come Blow Your Horn
- 1968: Operation Greasepaint (TV)
- 1970: Start the Revolution Without Me
- 1971: Un mes d'abstinència (Cold Turkey)
- 1972: Sanford and Son (sèrie TV)
- 1973: The Thief Who Came to Dinner
- 1976: What's Happening!! (sèrie TV)
- 1977: The Sanford Arms (sèrie TV)
- 1977: Carter Country (sèrie TV)
- 1980: One in a Million (sèrie TV)
- 1982: I Love Liberty (TV)
- 1983: Deal of the Century
- 1985: Twice in a Lifetime
- 1991: Love Hurts
- 1994: Entre dues dones (Intersection)

Guionista
- 1958: An Evening with Fred Astaire (TV)
- 1959: The Jack Benny Hour (TV)
- 1959: The Jack Benny Hour (TV)

Actor
- 1991: For the Boys: Phil

## Premis i nominacions
Premis
- 1959: Primetime Emmy al millor director en programa musical o de varietats per An Evening with Fred Astaire
- 1959: Primetime Emmy al millor guió en programa musical o de varietats per An Evening with Fred Astaire
- 1960: Primetime Emmy al millor director de comèdia per The Jack Benny Program

Nominacions
- 1962: Primetime Emmy al millor director de comèdia per Henry Fonda and the Family
- 1972: Primetime Emmy a la millor sèrie còmica per Sanford and Son
- 1973: Primetime Emmy a la millor sèrie còmica per Sanford and Son